# Wish I Had an Angel
A Wish I Had An Angel egy szimfonikus metal dal Nightwish  ötödik stúdióalbumjáról, a Once-ról. A dalban megtalálható Marco Hietala és Tarja Turunen éneke is.
Miután a dal szerepelt az Egyedül a sötétben (2005) című filmben, ez lett a csapat legsikeresebb kislemeze Európában és az Egyesült Államokban is, a Nemo mellett. Az Egyesült Királyságban 60. helyet ért el .
A klipet Uwe Boll, az Egyedül a sötétben rendezője készítette.

## Számok
|   | Cím                                        | Író(k)                                      | Length |
| - | ------------------------------------------ | ------------------------------------------- | ------ |
| 1 | Wish I Had An Angel (album változat)       | Holopainen                                  | 4:08   |
| 2 | Ghost Love Score (instrumentális változat) | Holopainen                                  | 10:07  |
| 3 | Where Were You Last Night                  | Tim Norell, Ola Håkansson és Alexander Bard | 3:52   |
| 4 | Wish I Had An Angel (demó változat)        | Holopainen                                  | 4:08   |